# Prophetstown (Illinois)
Prophetstown – miasto w Stanach Zjednoczonych, w stanie Illinois, w hrabstwie Whiteside.